# Песценний Нигер
Гай Песце́нний Ни́гер Юст (лат. Gaius Pescennius Niger Iustus; родился предположительно между 135 и 140 годами, Аквин, Италия — погиб осенью 194/весной 195 года либо под Иссом, либо в Антиохии, либо на берегу Евфрата) — римский император в 193—194/195 годах, контролировавший только восточную часть империи и не признанный сенатом.
Гай Песценний принадлежал к италийскому всадничеству. Он сделал карьеру военного и политика. Около 183 года Нигер участвовал в войне с сарматами в Дакии, позже подавил восстание в Галлии (186—187 годы), получил должность консула-суффекта (дата неизвестна). Со 191 года он управлял провинцией Сирия. Весной 193 года, после убийства Пертинакса, Гай Песценний был провозглашён императором в Антиохии. Он смог установить контроль над Малой Азией, Сирией, Палестиной и Египтом, но на Западе власть захватил командир паннонских легионов Луций Септимий Север, который начал войну. Нигер потерпел несколько поражений в Малой Азии, отступил в Киликию и собрал новую армию, но в решающей битве при Иссе снова был разбит. Вскоре он погиб — северианцы убили его либо в Антиохии, либо во время бегства в Парфию.

## Имя
Полное имя императора — Гай Песценний Нигер Юст, но в таком виде оно фигурирует только на монетах и остраконах. Античные авторы, как правило, называли этого правителя просто Песценний Нигер, в отдельных случаях сокращая имя до одного слова (или первого, номена, или второго, когномена) и всегда опуская преномен. Дополнительный когномен Юст, означавший «справедливый, честный» (лат. Iustus), Гай Песценний сам включил в состав своего имени, и, скорее всего, он это сделал уже после провозглашения императором. Впрочем, есть мнение, что этот когномен мог появиться раньше.
Согласно Элию Спартиану, Нигер (Niger, «чёрный») — прозвище, которое Гай Песценний получил из-за загорелой шеи. Этого императора противопоставляли другому претенденту на верховную власть, Дециму Клодию Альбину, чей когномен означал «белый» (Albinus).

## Биография

### Ранние годы и карьера
О жизни Гая Песценния до его прихода к власти известно немногое. Источники не называют дату его рождения; при этом Геродиан пишет, что в 193 году Нигер «был уже в достаточно пожилом возрасте», и Элий Спартиан тоже называет Нигера на момент его прихода к власти пожилым человеком. На монетах, по мнению немецкого антиковеда Рейша, Гай выглядит примерно лет на шестьдесят. Исходя из этих данных, исследователи, как правило, датируют рождение Нигера промежутком между 135 и 140 годами либо приблизительно 135 годом. Местом рождения будущего императора Элий Спартиан называет город Аквин в южной части Лация в Центральной Италии (в землях вольсков), а родителями — неких Анния Фуска и Лампридию. Это была всадническая семья, причём дед Гая, по словам биографа, являлся «попечителем Аквина». Спартиан уточняет, что одни его источники называют родителей Нигера знатными людьми, а другие — «не занимавшими высокого положения». Дион Кассий ограничивается коротким сообщением: Нигер «был италиком из числа всадников». Многие антиковеды уверены, что имена отца и матери Гая выдуманы Спартианом, который вообще считается ненадёжным источником. Версия с Аквином как местом рождения выглядит вполне правдоподобно, но недоказуемо.
Нигеру удалось сделать карьеру. В подробностях об этом рассказывает только Спартиан: по его словам, Гай Песценний получил «посредственное» образование, пошёл в армию, сначала служил рядовым, а потом «в течение долгого времени» центурионом. Биограф цитирует письмо императора Марка Аврелия (правил в 161—180 годах) Корнелию Бальбу с похвалами в адрес Гая и распоряжением отдать под его начало отряд в триста армян, сто сарматов и тысячу римлян. Согласно тому же источнику, император Коммод (правил в 180—192 годах) дважды назначал Нигера военным трибуном. Некоторое время Гай занимал какие-то высшие должности в Египте (возможно, это была префектура) и в Палестине (возможно, это был пост прокуратора). В последнем случае, по данным Спартиана, Нигер показал свою суровость: когда местные жители попросили его облегчить слишком тяжёлое налоговое бремя, он ответил, что хотел бы обложить податью ещё и воздух, которым эти люди дышат.
Исследователи по-разному относятся к этим сведениям. По мнению многих учёных, Элий Спартиан выдумал все или почти все подробности, и надёжна только та информация, которая подтверждается Дионом Кассием и другими источниками. В частности, Дион пишет, что Нигер совместно с ещё одним будущим императором, Децимом Клодием Альбином, стяжал славу в борьбе с «варварами, живущими за Дакией» (сарматами); это датируют примерно 182—184 или 183 годами. Примерно тогда же Гай был возведён в ранг сенатора — либо в качестве награды за победу над сарматами, либо ещё до этой победы. В 185 году Нигер получил претуру, в 186—187 годах (или в 188 году) он по специальному назначению командовал в «войне с дезертирами» в Галлии. Согласно одной гипотезе, основанной главным образом на эпиграфических источниках, Нигер некоторое время был наместником провинции Дакия. Коммод назначил его консулом-суффектом (дата назначения неизвестна), а в 191 году благодаря протекции императорского фаворита Нарцисса Гай стал легатом-пропретором Сирии — одной из богатейших провинций империи, в которой были расквартированы три легиона. В качестве наместника он подавил в 192 году восстание евреев и воевал с сарацинами.
В целом карьера Нигера, насколько можно о ней судить при дефиците источников, вполне типична для небогатого римского всадника II века. Поднимаясь наверх, Гай Песценний продемонстрировал, по мнению некоторых исследователей, целеустремлённость, мужество и определённые способности, зарекомендовал себя перед императорами как умелый военачальник и администратор. Дион Кассий, правда, пишет, что Нигер «не выделялся ни хорошими, ни дурными качествами, так что ни похвалить его было особо не за что, ни упрекнуть; поэтому-то и был он назначен Коммодом в Сирию». Однако другие источники отмечают заслуги Гая Песценния и его популярность в армии и у гражданского населения. Последняя объясняется тем, что Нигер всегда был справедлив по отношению к подчинённым, имел представительную внешность и звучный голос, а в столице Сирии Антиохии охотно участвовал в местных празднествах.

### Приход к власти

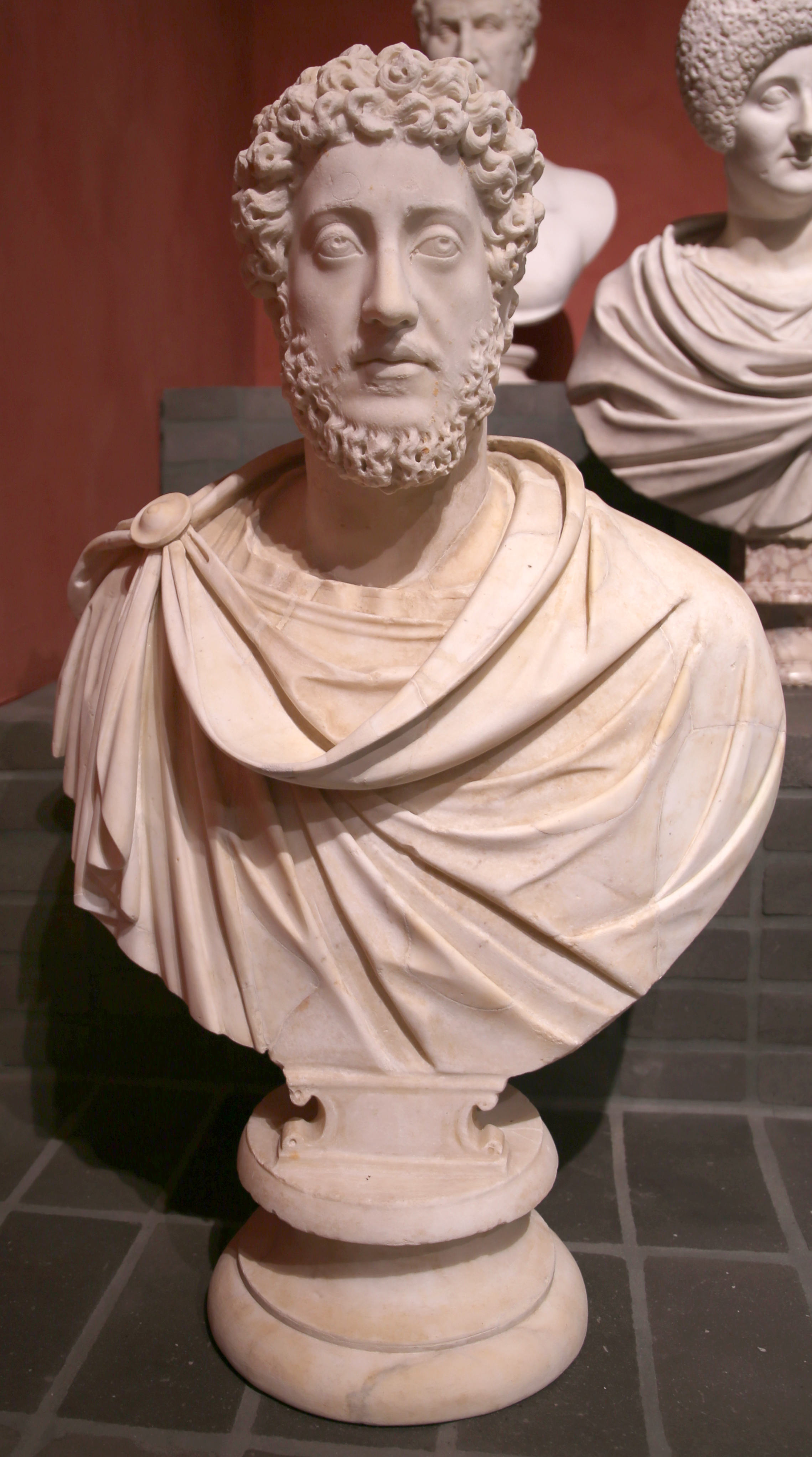
Бюст Коммода

В мирной обстановке назначение наместником Сирии стало бы для Гая Песценния венцом карьеры. Однако в 193 году, когда Нигеру было уже далеко за пятьдесят, в Римской империи начался масштабный политический кризис, который всё изменил. Коммод, настроивший против себя столичную аристократию и армию экстравагантными выходками, террором и расточительством, 31 декабря 192 года был убит заговорщиками. Новым императором стал пожилой консуляр Публий Гельвий Пертинакс. Его власть была довольно слабой и в провинциях опиралась главным образом на три армейские группировки — Нигера в Сирии, Луция Септимия Севера и его брата в Паннонии и Мёзии и Децима Клодия Альбина в Британии. Эти военачальники приняли нового правителя, хотя Гай Песценний был достаточно популярен в Риме и, возможно, многие в столице именно его предпочли бы увидеть в роли преемника Коммода. 28 марта 193 года, после всего трёх месяцев правления, Пертинакс был убит преторианцами, которые провозгласили императором сенатора Дидия Юлиана. По одной из версий, они устроили полноценный аукцион с участием двух претендентов, так что Юлиан просто купил верховную власть. Надёжной опоры у нового императора не было, солдаты, аристократы и столичный плебс его единодушно презирали (к тому же Пертинакс при жизни пользовался популярностью в войсках). В результате, как только известие о перевороте достигло пограничных провинций, начались мятежи.
Практически одновременно императорами были провозглашены Септимий Север в Паннонии, Клодий Альбин в Британии или Галлии и Песценний Нигер в Сирии (у исследователей, правда, нет уверенности в том, что провозглашение Альбина действительно состоялось именно тогда). На поведение Нигера могли повлиять дополнительные новости из столицы: уже на следующий день после провозглашения Дидия Юлиана на улицах города начались беспорядки, причём звучали обращённые к Гаю призывы приехать в Рим. Люди из толпы предлагали даже объявить именно сирийского наместника императором. По слухам, после этого Дидий Юлиан отправил в Антиохию центуриона Аквилия с приказом убить Нигера, но его затея окончилась неудачей.
Узнав, что происходит в Риме, Песценний Нигер решил захватить верховную власть. Сначала он втайне обсуждал это со своими советниками и подчинёнными, а потом, убедившись в их поддержке, произнёс речь перед армией и народным собранием. «Меня зовут римляне, — сказал он, согласно Геродиану, — и своим непрестанным криком торопят меня протянуть спасительную руку и не смотреть безучастно на позорно повергнутую столь славную и овеянную доблестью со времён предков власть». Воины и антиохийцы тут же провозгласили Нигера императором. На него накинули порфиру, «наскоро собрали прочие знаки императорского отличия», торжественно провели Гая по городским храмам и сопроводили к его дому, который с этого момента считался не частным жилищем, а императорским дворцом. Предположительно с этого момента Нигер носил прозвище Юст, показывавшее, что ему благоволит богиня справедливости Юстиция. «Справедливость» стала девизом нового правления.
Провозглашение Гая Песценния императором в историографии датируют концом апреля 193 года. Позже пропаганда Септимия Севера утверждала, что Нигер первым восстал против власти Дидия Юлиана, однако сам Север поднял мятеж ещё раньше, поскольку раньше узнал о гибели Пертинакса. Гая сразу поддержали наместники всех восточных провинций (Азеллий Эмилиан в Азии, Публий Элий Севериан Максим в Аравии, Луций Мантенний Сабин в Египте и другие). Геродиан сообщает о поддержке многочисленных вассальных Риму царей — видимо, это были правители Армении, Адиабены, Осроены, Забдицены, Софены. Таким образом, новый император контролировал всю Малую Азию, Сирию, Палестину и Египет с расквартированными на этой территории девятью легионами. Так как Мёзия с её сильной армейской группировкой поддержала Севера, Нигер не смог распространить свою власть на Балканы (исключением стал город Византий на европейском берегу Босфора). При этом существует предположение, что наместник Фракии Публий Клавдий Аттал Патеркулиан впоследствии был исключён Севером из сената за поддержку Гая Песценния.
К тому моменту, когда Нигера провозгласили императором, Луций Септимий уже шёл на Рим во главе мощной армии. В конце июня он занял столицу, а Дидий Юлиан погиб. По этой причине Гай Песценний не смог установить свой контроль над центром империи и получить подтверждение своего статуса от сената. Его столицей оставалась Антиохия, а монеты нового императора чеканились, помимо этого города, в Александрии Египетской и Цезарее Германике в Вифинии. Как император Нигер сам себя назначил консулом на следующий год (194).

### Начало правления
В июне 193 года в римском мире установилось относительное равновесие. Нигер контролировал Восток, Север — Запад, а Клодий Альбин, заключивший с Севером союз и ставший номинально младшим соимператором с титулом цезаря, правил Британией и занимал позицию нейтралитета. Дальнейшая борьба за власть над всей империей должна была развернуться между Нигером и Севером. Последний, понимая это, сразу после вступления в столицу приказал арестовать детей соперника и держать их в качестве заложников. Один свой легион Луций Септимий отправил из Мёзии во Фракию, чтобы воспрепятствовать возможной переправе восточной армии на Балканы, другой — из Нумидии в Африку, чтобы предотвратить переход этой провинции на сторону Гая Песценния. Наместник Азии Азеллий Эмилиан смог занять Византий и напал на Перинф, но был отбит; расширить зону влияния Нигера на европейском берегу Пропонтиды не удалось.
Сам Нигер в это время находился в Антиохии. Источники сообщают о развёрнутой им пропагандистской кампании: Гай Песценний старался демонстрировать преданность памяти Пертинакса и подчёркивать своё сходство с покойным, проявлявшееся в честности, справедливости, строгости по отношению к провинившимся. О Нигере говорили, что во время военных кампаний он никогда не прятался под крышей от дождя или солнца, если солдаты не могли сделать то же самое, что он ел только солдатскую пищу (причём у всех на виду) и участвовал в переносе поклажи наравне с рядовыми. На солдатской сходке император поклялся, что и впредь будет вести себя именно так. Добрая молва о Нигере распространялась по Италии и западным провинциям, так что у него было много сторонников и сочувствующих в этой части империи — в том числе среди сенаторов и столичного плебса. Поэтому с политической точки зрения преимущество на этом этапе было на стороне Нигера.
Соотношение военных сил было совсем другим. Гай Песценний получил под своё командование крупную армейскую группировку — три легиона в Сирии (III Галльский легион, IV Скифский, XVI Флавиев), два в Каппадокии (XV Аполлонов и XII Молниеносный), один в Египте (II Траянов), а также (предположительно) два в Палестине (X Проливов и VI Железный) и один в Аравии (III Киренаикский); кроме того, парфянский царь Вологез IV прислал ему подкрепление из Хатры, и император мог рассчитывать на вспомогательные контингенты вассальных Риму правителей. Однако Север располагал в общей сложностью шестнадцатью европейскими легионами. Эти войска были более опытными и боеспособными, что и определило в конечном счёте исход войны и судьбу Нигера. Последний не смог использовать ни финансовые ресурсы (восточные провинции были наиболее богатой частью Римской державы), ни свою популярность в столице. По словам Геродиана, он, воодушевлённый надеждами на мирное распространение своей власти, «стал менее заботиться о делах и, склонясь к изнеженности, предавался развлечениям вместе с антиохийцами, отдаваясь празднествам и зрелищам». В результате инициатива перешла к Северу.

### Поражение и гибель

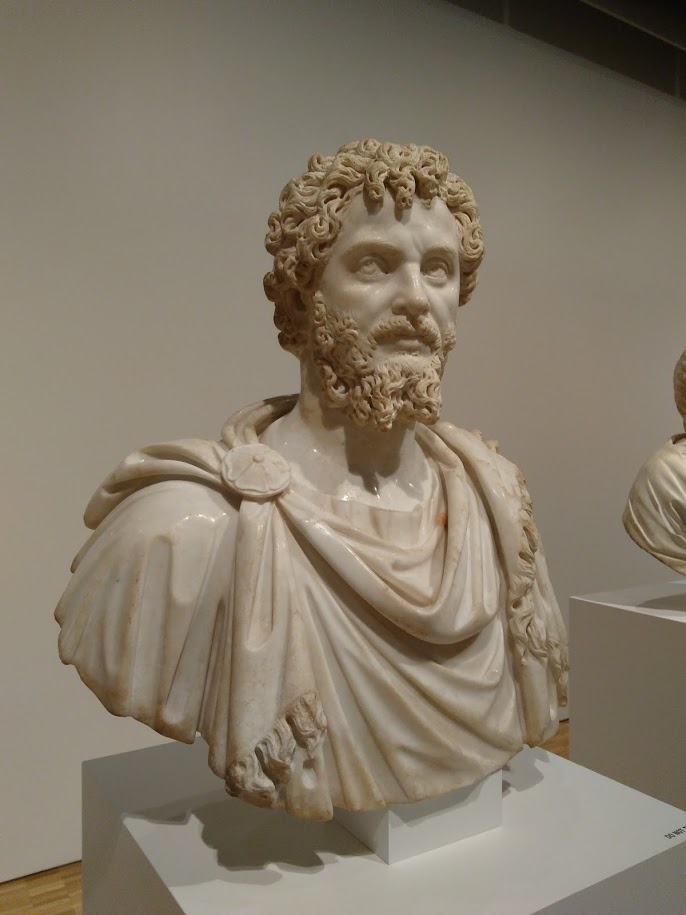
Бюст Септимия Севера, победителя Песценния Нигера

К осени 193 года Север перебросил на Балканы свою армию и большой морской флот. К этому времени сенат уже объявил Нигера «врагом», но при этом формально целью похода Луция Септимия было всего лишь «укрепление положения на Востоке» или «приведение в порядок дел на Востоке». По данным Элия Спартиана, Нигер, находившийся тогда в Византии, предложил Северу стать соправителем, а тот пообещал ему жизнь в случае отказа от притязаний на власть. Договориться не удалось, так что война продолжилась. Основным театром боевых действий на первом этапе стали берега Пропонтиды. Одна из армий северианцев окружила Византий (осада затянулась на три года), другая переправилась в Малую Азию. Подчинённый Нигера Азеллий Эмилиан потерпел поражение и погиб в битве у Кизика. Его армия отступила частично в Вифинию, частично — в Галатию; в результате Гай Песценний потерял контроль над провинцией Азия. Вифинская Никомедия признала власть Севера, Нигер, отступивший от Византия к Никее, был вынужден дать бой у этого города и потерпел поражение (в конце декабря 193 или начале января 194 года). После этого он бежал в Киликию и занял оборону в Таврских горах.
Теперь ситуация существенно изменилась. Две северианские армии установили контроль над всей Малой Азией, к 13 февраля 194 года на сторону Луция Септимия перешёл наместник Египта, его примеру последовали легат Каменистой Аравии и некоторые общины Сирии. В частности, жители Лаодикеи и Тира, прежде лояльные Нигеру, перебили его приверженцев. Армия северианца Публия Корнелия Ануллина прорвалась через Тавр. На границе между Киликией и Сирией, при Иссе, произошла (предположительно осенью 194 года) решающая битва — тяжёлая и кровопролитная.

Оба войска бросились в битву со всем пылом, как в решающий последний бой, где судьба должна определить, кому быть государем. Они так долго сражались и столько было убитых, что волны текущих по равнине рек несли в море больше крови, чем воды; наконец, восточные люди бежали; оттеснив их, иллирийцы одних сбрасывали в лежащее рядом море, а других, бежавших за холмы, преследовали и убивали, а вместе с ними и множество других людей, которые собрались из ближних городов и деревень поглядеть на происходящее с безопасного места.
— Геродиан. История императорской власти после Марка, III, 4, 4—5.
Армия Гая Песценния потеряла, по данным Диона Кассия, около 20 тысяч человек, но исследователи считают эти цифры явно завышенными. Элий Спартиан утверждает, что Нигер был ранен в схватке, попал в плен в тяжёлом состоянии и тут же скончался; по версии Геродиана, враги настигли императора в одном из пригородов Антиохии и убили. Наконец, согласно Диону Кассию, Нигер отступил в Антиохию, оттуда при приближении врага бежал в сторону парфянской границы, «рассчитывая найти убежище у варваров», но был схвачен на границе и убит. Произошло это, по разным версиям, либо осенью 194 года, либо уже весной 195 года. Голову Гая отправили Северу. Тот послал её в армию, осаждающую Византий, чтобы заставить этот город сдаться.

### Семья
В источниках упоминаются жена и сыновья Гая Песценния, находившиеся во время гражданской войны в Риме (их имена не названы). После гибели Нигера они были приговорены к изгнанию, но позже их казнили. Известно, что сыновья Гая к 193 году были помолвлены с дочерьми некоего Аврелиана — его приближённого.

### Внешность

Ауреус с портретом Песценния Нигера

Сохранилось только одно описание внешности Нигера — в его биографии, написанной Элием Спартианом. Упоминаются «красивая наружность», полнота, лицо, «внушавшее уважение и всегда багровое», загорелая до черноты шея и волосы, которые император «изящно зачёсывал назад». Впрочем, антиковед Рейш уверен, что всё это — вымысел Спартиана. Не сохранилось ни одной статуи императора, так что уверенно судить о его внешности можно только по монетам. На них видны несколько вытянутое лицо, длинные бакенбарды и короткий, прямой нос.

## Монеты Нигера
Малочисленные серебряные монеты, выпущенные в правление Гая Песценния, примечательны с нумизматической точки зрения: кроме традиционных для римских монет изображений, они содержат и экзотические восточные мотивы. На них Аполлон назван «святым» (это широко распространённый в Сирии эпитет божества) и уподоблен главному богу города Антиохия — Дафну; Юпитер получил титул «властвующего над миром» и изображён по подобию сирийского Ваала; Фортуна получила имя Атаргатис и Дева Сирии подобно одной из главнейших сирийских богинь; бог императорской удачи стал греческим добрым гением и божеством Александрии Агатодемоном.

## После смерти
Септимий Север использовал поддержку Нигера парфянами, чтобы развязать внешнюю войну на Востоке и разграбить Ктесифон. Всех сторонников убитого императора он казнил, так же как членов его семьи; имущество Гая Песценния было конфисковано, многие общины, которые поддержали в своё время восточного императора, потеряли автономию и выплатили огромные контрибуции. Провинция Сирия ради ослабления её военного потенциала была разделена на две части: Келесирия с двумя легионами и Финикия с одним. Одно из поддержавших Нигера вассальных царств, Осроена, было аннексировано Римом.
Наиболее ранние источники, дающие оценки личности и деятельности Нигера, относятся к его эпохе, и уже в них высказаны полярные суждения. Так, Север в своей автобиографии пишет, что Гай «жаждал славы, был двуличен в жизни, отличался постыдными нравами». По словам Диона Кассия, Нигер был посредственностью — не обладал ни хорошими, ни плохими качествами, «не отличался большим умом, а приобретя весьма обширные полномочия, наделал немало ошибок». Геродиан (ещё один современник Нигера) отзывался о восточном императоре с большим пиететом, как о человеке, прославленном «во многих значительных делах», порядочном и мягком. Это был, по словам Геродиана, неплохой правитель, но «нерешительность и медлительность» привели его к поражению. Сочувствие историка по отношению к Нигеру так велико, что он находит оправдание даже для кровавого карательного похода против городов родной ему Сирии, организованного Гаем Песценнием в 194 году.
Довольно развёрнутую характеристику даёт Нигеру Элий Спартиан. Впрочем, исследователи считают вымыслом рассказ этого писателя о необыкновенной строгости Гая по отношению к солдатам, о свирепом нраве и необузданных страстях восточного императора. Последнее к тому же явным образом противоречит другому сообщению Спартиана — о том, что Нигер был умерен в еде, «а любовные утехи признавал единственно только для рождения детей». Подводя итоги, биограф пишет: «Нигер был превосходным легатом, замечательным консулом, человеком выдающимся в своей домашней и общественной жизни, но несчастливым императором».
Антиковеды констатируют, что, хотя Луций Септимий Север был врагом Гая Песценния Нигера, эти двое имели много общего. Так же, как Пертинакс и Дидий Юлиан, они происходили не из высших слоёв населения, сделали карьеру в правление Марка Аврелия, стали опытными военачальниками. Очевидны и параллели с Веспасианом, который тоже поднял мятеж на Востоке (в 69 году), но, в отличие от Нигера, добился успеха. Несмотря на популярность у римской толпы, по мнению историка Майкла Меклера, Гаю для полного успеха не хватало лояльности сената и западной армии. В конечном счёте он оказался неспособен сделать себя настоящим мстителем за Пертинакса, и его полуторалетнее правление восточными провинциями не позволяет считать его легитимным императором.
Противоречивые и не всегда надёжные свидетельства античных авторов не позволяют сделать уверенные выводы о личности Нигера и о наличии у него способностей политика и военного. Поэтому, по мнению антиковеда М. Гранта, высказывание Диона Кассия об отсутствии плохих и хороших качеств может оказаться наиболее подходящим, чтобы составить окончательное мнение об этом императоре.